# یوسف‌آباد (اسدآباد)
یوسف‌آباد (اسدآباد)، روستایی از توابع بخش مرکزی شهرستان اسدآباد در استان همدان ایران است.

## جمعیت
این روستا در دهستان دربندرود قرار دارد و براساس سرشماری مرکز آمار ایران در سال ۱۳۹۵، جمعیت آن ۹۱۵ نفر (۲۴۳خانوار) بوده‌است.

## زبان
زبان مردم این روستا(دهستان)کردی است.